# За Сибіром сонце сходить
За Сибіром сонце сходить (Пісня про Устима Кармалюка) — українська народна історична пісня про ватажка селянських повстанців Устима Кармалюка. Провідною ідеєю твору є самопожертва в ім'я суспільного блага, яка пронизує пісню. Експозицією пісні є повернення Кармелюка із Сибіру, зав'язкою є продовження народним месником діяльності на благо знедолених. В той час коли кульмінацією пісні виступає неможливість Кармелюка жити з родиною, розв'язкою виступає переслідування і засудження героя владою. Загалом пісня оспівує боротьбу людини яка намагається відновити справедливість для інших, не переслідуючи ніякої корисливої мети. При цьому ризикуючи власним життям і здоров'ям.. 
Пісня розповідає про перебіг боротьби Устима Кармалюка проти панів, які гнітили підвладних селян. Пісня має глибокий сакральний сенс, наприклад назва символізує переможність народної боротьби проти панських експлуататорів, так як сонце традиційно асоціюється з добром, а Сибір з проблемами, негараздами і розлукою. Пісня має близько 40 варіантів, що дещо відрізняються між собою.
В пісні оспівані поневіряння Кармелюка в Сибіру, розлука з коханою дружиною і дітьми, переслідування розлючених жандармів, грабунки багатих на користь бідних, життя в лісі. Проте найбільше смислове навантаження припадає на останню строфу пісні: саме в ній Кармалюк виявляє своє життєве кредо: він не боїться, бо розуміє, що йтиме до кінця. Устим Кармалюк один з тих, хто допомагав пригнобленому народу вистояти і перемогти, чим наближав час перемоги над ворогами. Тому через це його образ ніколи не потьмяніє у народній пам’яті і буде жити у пісні. І саме за це «споминатимуть» його в майбутньому..
Пісня, складена в тужливому ключі, притаманному романсам, і навіть справді має романсовий характер. Пісня має багато окличних інтонацій, які підкреслюють в одному випадку чітку життєву позицію, в іншому — мотиви розпачу.
Образ Кармалюка став символом боротьби народу проти несправедливості і кривди. Український народ склав чимало пісень, переказів та легенд про Кармалюка, наділивши його особистість "богатирськими" рисами. Тарас Григорович Шевченко називав Кармалюка «славним лицарем». Образ Кармалюка відважного борця за волю народу також відтворено в інших художніх літературних творах. Наприклад оповідання  Марка Вовчка «Кармелюк», драматичний твір Степана Васильченка «Кармелюк».

## Текст пісні
За Сибіром сонце сходить,

Хлопці, не зівайте,

Ви на мене, Кармелюка,

Всю надію майте!

Ви на мене, Кармелюка,

Всю надію майте!

Повернувся я з Сибіру,

Та не маю долі,

Хоч, здається, не в кайданах,

А все ж не на волі.

Хоч, здається, не в кайданах,

А все ж не на волі.

Маю жінку, маю діти,

Та я їх не бачу,

Як згадаю про їх муку,

Сам гірко заплачу.

Як згадаю про їх муку,

Сам гірко заплачу.

Зібрав собі славних хлопців,

Що ж кому до того?

Засідаєм при дорозі

Ждать подорожнього.

Засідаєм при дорозі

Ждать подорожнього.

Чи хто їде, чи хто йде,

Треба їх спитати,

Як не має він грошей,

Треба йому дати.

Як не має він грошей,

Треба йому дати.

Аж тут їде сам владика:

— А здорові, хлопці!

— Ой довго ми вас чекали,

Благослови, отче!

— Ой довго ми вас чекали,

Благослови, отче!

Ой відлічив сам владика

Сорок тисяч грошей,

Подивився кругом себе —

Все хлопці хороші.

Подивився кругом себе —

Все хлопці хороші.

Ой чи їде, чи хто йде,

Треба його ждати.

Ой прийдеться Кармелюку

Марне пропадати,

Бо немає пристанища,

Ані свої хати.

Асесори, ісправники

За мною ганяють,

Більше вони людей б’ють,

Як я гріхів маю.

Більше вони людей б’ють,

Як я гріхів маю.

Зовуть мене розбійником,

Кажуть, розбиваю.

Ще ж нікого я не убив,

Бо й сам душу маю.

Ще ж нікого я не убив,

Бо й сам душу маю.

З багатого хоч я й возьму,

Убогому даю.

Отак гроші поділивши,

Я гріхів не маю.

Отак гроші поділивши,

Я гріхів не маю.

Слідять мене вдень і вночі,

По всяку годину,

Ніде мені подітися,

Я од журби гину.

Ніде мені подітися,

Я од журби гину.

Чи хто їде, чи хто йде,

Часто дурно ждати.

Отак треба в лісі жити,

Бо не маю хати.

Отак треба в лісі жити,

Бо не маю хати.

Пішов би я до дітей,

Красу мою знають,

Аби тільки показався,

То зараз впіймають.

Аби тільки показався,

То зараз впіймають.

А так треба стерегтися,

Треба в лісі жити.

Хоч, здається, світ великий,

Ніде ся подіти.

Хоч, здається, світ великий,

Ніде ся подіти.

Прийшла туга до серденька.

Як у світі жити?

Світ великий і розкішний,

Та ніде ся діти.

Світ великий і розкішний,

Та ніде ся діти.

У неділю дуже рано

У всі дзвони дзвонять,

А мене, Кармелюка,

Як звірюку, гонять.

А мене, Кармелюка,

Як звірюку, гонять.

Нехай гонять, нехай ловлять,

Нехай заганяють,

Нехай мене, Кармелюка,

В світі споминають.

Нехай мене, Кармелюка,

В світі споминають.